# SGI Europe
SGI Europe (eerder bekend als CEEP - European Centre of Employers and Enterprises providing Public services and Services of General Interest), is een Europese werkgeversorganisatie voor ondernemingen in de (semi-)publieke sector. De hoofdzetel is gelegen te Brussel. De huidige voorzitter is Pascal Bolo.

## Beschrijving
De organisatie is een van de drie representatieve werkgeversorganisaties - erkend door de Europese Unie - die deel nemen aan het Europees sociaal overleg, de andere twee zijn BUSINESSEUROPE en de SMEunited.
De organisatie behartigt de belangen van haar leden bij de Europese instellingen zoals o.a. het Europees Parlement, het Europees Economisch en Sociaal Comité (EESC) en de diensten van de Europese Commissie. Op haar beurt wordt de organisatie geconsulteerd door het directoraat-generaal van de Europese Commissie, net als de andere Europese sociale partners.

## Geschiedenis
De organisatie werd opgericht in 1961 onder de naam European Centre of Enterprises with Public Participation and of Enterprises of General Economic Interest (Nederlands: Europees Centrum van Ondernemingen met publieke participatie en ondernemingen van algemeen economisch belang).

## Structuur

### Voorzitters
De huidige voorzitter is Pascal Bolo en de algemeen-secretaris is Valeria Ronzitti.
| Voorzitter         | Aangetreden | Afgetreden |
| ------------------ | ----------- | ---------- |
| Georges Rogissart  | 1961        | 1982       |
| Marcel Boiteux     | 1982        | 1985       |
| Lord Shepherd      | 1985        | 1988       |
| Jacques Fournier   | 1988        | 1994       |
| Antonio Castellano | 1994        | 1998       |
| Correira Gago      | 1998        | 2000       |
| Joao Cravinho      | 2000        | 2005)      |
| Caspar Einam       | 2005        | 2008       |
| Carl Cederschiöld  | 2008        | 2011       |
| Hans-Joachim Reck  | 2011        | 2016       |
| Katharina Reiche   | 2016        | 2019       |
| Rainer Plassmann   | 2019        | 2020       |
| Pascal Bolo        | 2020        | heden      |

| Algemeen-secretaris | Aangetreden | Afgetreden |
| ------------------- | ----------- | ---------- |
| Henri Gironella     | 1961        | 1975       |
| Edgar Hector        | 1976        | 1979       |
| Lamberto Lambert    | 1979        | 1983       |
| Werner Ellermann    | 1983        | 1994       |
| Roger Gourves       | 1995        | 1996       |
| Jytte Fredensborg   | 1996        | 2000       |
| Rainer Plassmann    | 2000        | 2008       |
| Ralf Resch          | 2009        | 2012       |
| Valeria Ronzitti    | 2012        | heden      |